# Projekt Serpo
Tijekom 1960-ih i 1970-ih navodno su postojali programi Projekt Serpo i Projekt Crystal Knight, gdje je dvanaest američkih vojnih osoba poslano s prijateljskom vanzemaljskom letjelicom na neki drugi planet zvan Serpo.
U novijim objavljenim informacijama od navodnog bivšeg člana DIA-e (eng. Defense Intelligence Agency) ovaj se projekt čini stvarnijim. To je lista opreme i zaliha od preko 90,000 funti koju je odnio tim na planirani desetogodišnji boravak na planetu zvanom Serpo.
Utovarena na visoko napredni svemirski brod posjetitelja koji je sletio u američku vojnu ustanovu sredinom 1960-ih, oprema je tada navodno prebačena naveći brod za deveto-mjesečno putovanje na Serpo. Lista je nedavno objavljena na ovoj stranici  Arhivirana inačica izvorne stranice od 26. listopada 2006. (Wayback Machine)
Spekulira se da je Serpo naseljena planeta u sistemu Zeta Reticuli. Zeta Reticuli je obilježen kao binarni sustav nekih 39 svjetlosnih godina udaljen od Zemlje. Tijekom 1990-ih se mislilo da je planet detektiran pomoću naprednih teleskopa, no kasnije su je znanstvenici otpisali kao ne više od nestabilnosti uzrokovane pulsarom. To je samo povećalo spekulacije da je to sve zataškavanje i dezinformiranje.
Prema anonimnom izvoru, Serpo je planet veličine Zemlje s populacijom od 650,000 vanzemaljskih bića (poznati kao Ebanci). Ebanac koji je navodno preživio u Roswellskom padu je iskoristio komunikacijski uređaj da dogovori razmjenu. Od dvanaest koji su otišli tamo, osam se vratilo (iako su svi od tada umrli), dvojica su umrla na Serpu, a dvojica ostala za stalno.
Bill Ryan, umirovljeni AFOSI vjeruje da je priča djelomično točna jer se neki fizički dokazi ne podudaraju, a da ju je netko potpuno izmislio svi bi bili dosljedni.